# Instituto de Socorros a Náufragos

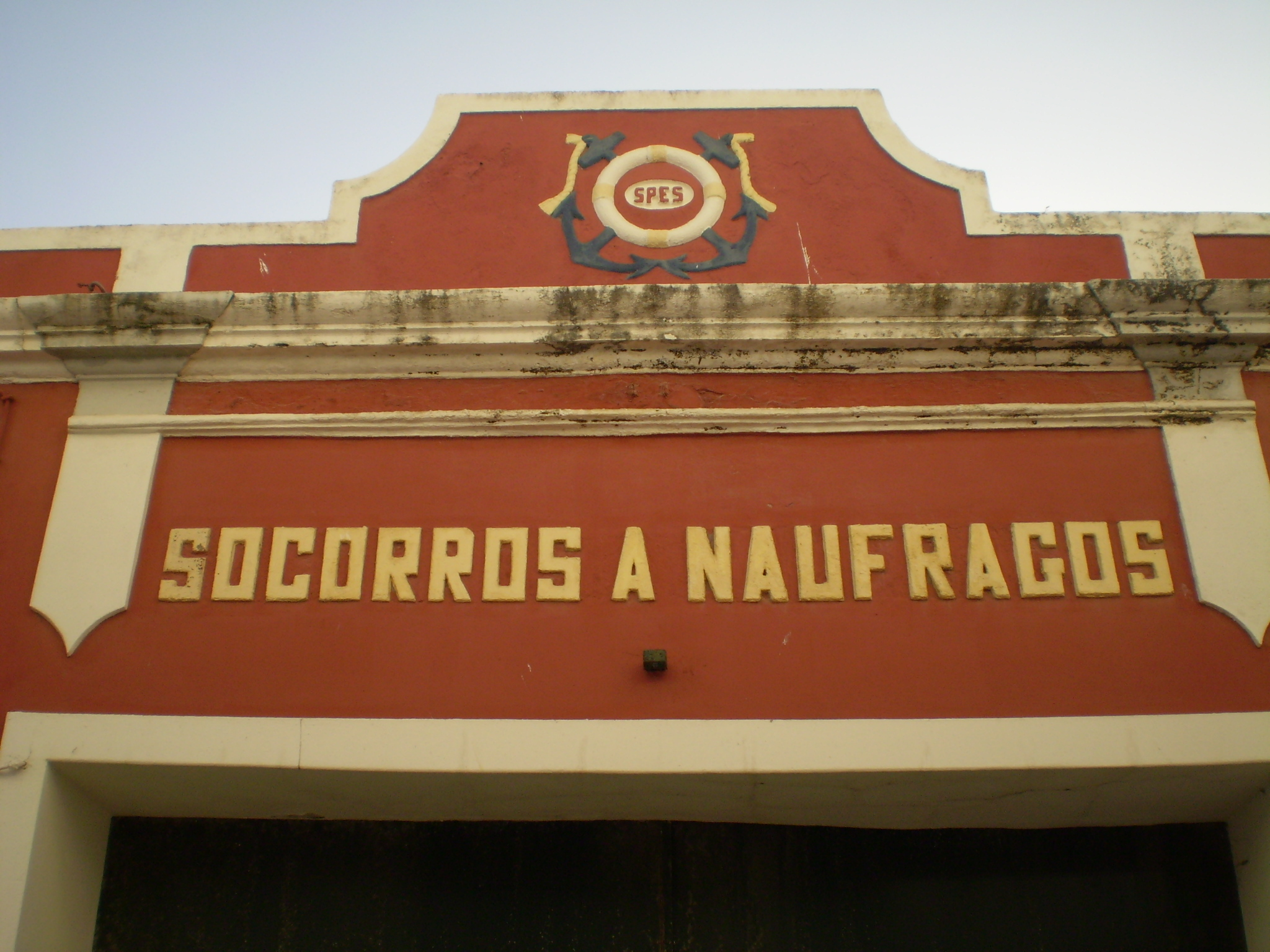
Frontão do edifício de Socorros a Náufragos, na Rua da Barroca, em Lagos, Portugal.

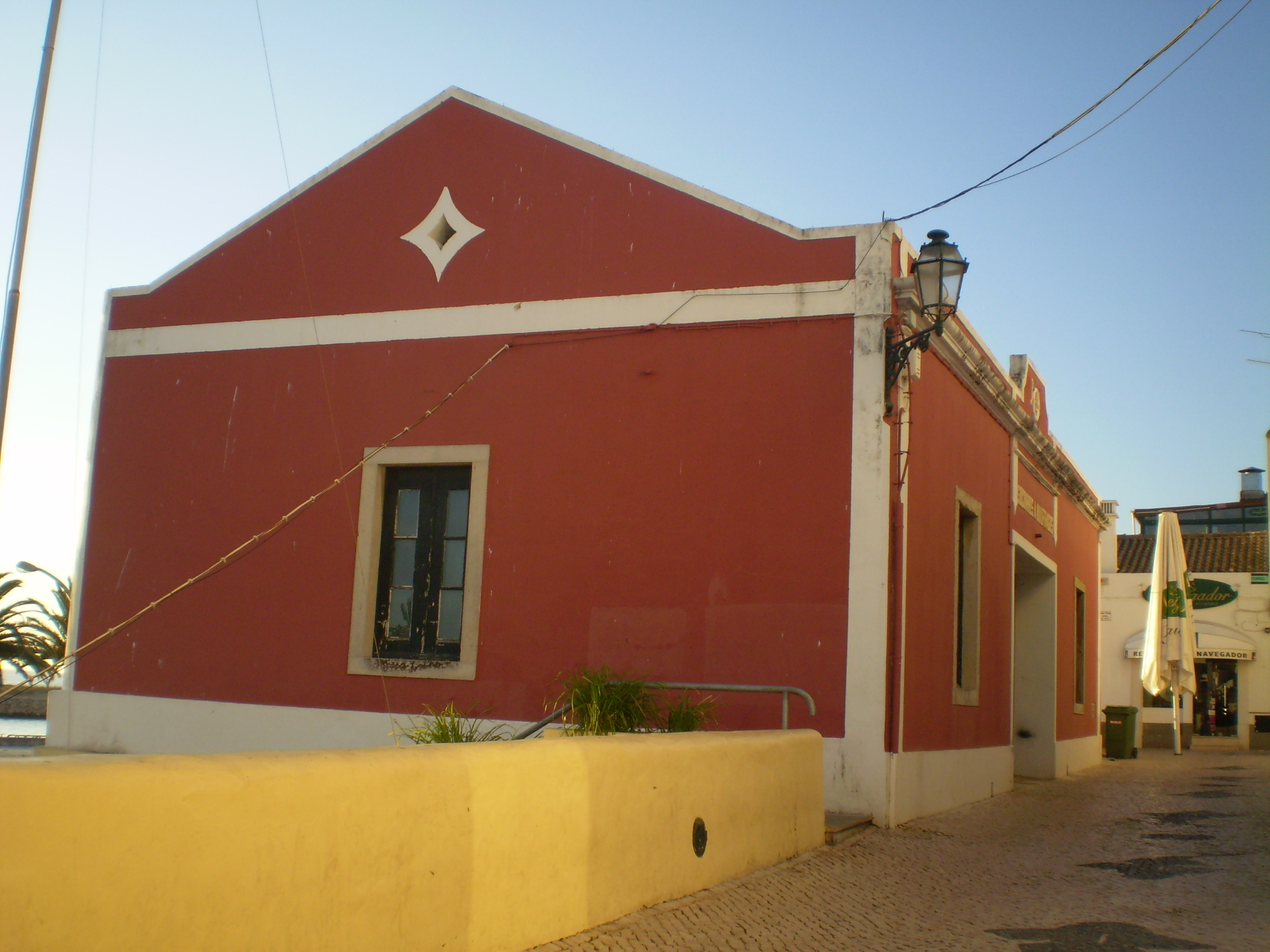
Edifício do Instituto de Socorros a Náufragos, em Lagos, Portugal.

O Instituto de Socorros a Náufragos (ISN) MHIH • MHB é o organismo humanitário responsável pela direção técnica dos serviços de salvamento de vidas humanas nas áreas marítimas e fluviais de Portugal. Foi fundado em 1892, sob o alto patrocínio da Rainha D. Amélia, como uma entidade privada de beneficência com o nome de Real Instituto de Socorros a Náufragos. Atualmente, o ISN depende da Marinha Portuguesa, através da Direção-Geral de Autoridade Marítima, mantendo no essencial os objetivos e missão para os quais foi fundado.

## Enquadramento e missão
A missão, estrutura orgânica e objetivos do ISN estão atualmente fixados no Decreto-Lei n.º 349/85, de 26 de agosto[ligação inativa] (alterado pelo Decreto-Lei n.º 68/2001, de 23 de fevereiro[ligação inativa]), o qual define o ISN como um organismo da Direção-Geral de Autoridade Marítima, dotado de autonomia administrativa e com atribuições de promover a direção técnica no que respeita à prestação de serviços com vista ao salvamento de vidas humanas na área da jurisdição marítima portuguesa. O mesmo diploma confere ao ISN a prerrogativa de usar símbolos heráldicos próprios, tais como bandeira, distintivos e emblemas.
Com essa missão, o ISN é um organismo com fins humanitários e exerce as suas funções em tempo de paz ou de guerra, assistindo igualmente qualquer indivíduo, indistintamente da sua nacionalidade ou qualidade de amigo ou inimigo. Cabe ainda ao ISN assegurar o imediato apoio pecuniário, a repatriação e qualquer medida de assistência material aos náufragos sem recursos e em situação de emergência e recompensar honorificamente os atos de salvação marítima e os de filantropia e caridade. O regulamento atualmente em vigor das distinções honoríficas e dos distintivos e das recompensas a conceder pelo ISN foi fixado pela Portaria n.º 310/95, de 13 de abril[ligação inativa].
Para a realização dos seus objetivos, o ISN colabora com outros serviços humanitários, nomeadamente os bombeiros e os serviços de proteção civil que exerçam actividades humanitárias concorrentes com as que lhe estão atribuídas.
O Regulamento do Instituto de Socorros a Náufragos estabelece como atribuições do ISN as seguintes: 
- Estabelecer procedimentos de natureza técnica relativos ao salvamento de vidas humanas.
- Assegurar a cooperação e colaboração com os organismos internacionais que se dediquem a atividades humanitárias de salvaguarda da vida humana, ao socorro de embarcações ou na assistência aos banhistas.
- Propor a realização de protocolos com as entidades Nacionais que se dediquem à assistência aos banhistas
- Estudar e propor a criação, extinção ou transferência de estações e postos salva-vidas, bem como a atribuição dos meios de salvamento.
- Estudar e propor a adoção de novos meios e técnicas de salvamento marítimo bem como manter atualizada a informação sobre atividades de salvamento.
- Elaborar projetos de publicações e propor campanhas de sensibilização e informação com vista à prevenção de acidentes marítimos.

A Lei n.º 44/2004, de 19 de agosto[ligação inativa] (alterada pelo Decreto-Lei n.º 100/2005, de 23 de junho[ligação inativa], pelo Decreto-Lei n.º 129/2006, de 7 de Julho[ligação inativa] e pelo Decreto-Lei n.º 256/2007, de 13 de julho[ligação inativa]), que define o regime jurídico da assistência nos locais destinados a banhistas, veio alargar as atribuições do ISN, fixando que cabe a este organismo certificar e fiscalizar a atividade de vigilância, salvamento e prestação de assistência aos banhistas nas praias marítimas e fluviais, situação que se manteve até 2007.

## Meios de Salvamento
O ISN tem distribuídos ao longo da costa portuguesa os seguintes meios: 
- 31 estações salva-vidas;
- 65 embarcações salva-vidas;
- 140 embarcações salva-vidas de pequeno porte;
- 24 viaturas automóveis porta-cabos.

Além destes meios permanentes, durante a época balnear, o ISN opera várias dezenas de viaturas todo-o-terreno especialmente equipadas para operações de salvamento em praias, cedidas e patrocinadas por entidades privadas.

## História
A criação do Real Instituto de Socorros a Náufragos, fundado em 1892 sob o alto patrocínio da Rainha D. Amélia, como entidade privada de beneficência, insere-se, embora tardiamente, num movimento europeu de fundação de associações de salvamento marítimo. Esse movimento surgiu em reação ao elevado número de naufrágios que aconteciam nas costas europeias e levou ao longo do século XIX à criação de instituições beneficentes que se dedicavam ao salvamento de náufragos em quase todos os Estados ribeirinhos das costas europeias.
Em Portugal, onde a farolagem da costa era muito deficiente, levando a que a costa portuguesa merecesse o epíteto nada lisonjeiro de Costa Negra, e onde a pesca e a navegação costeira se fazia em embarcações muito deficientes, onde, por falta de portos, muitas vezes abicavam a praias desabrigadas, as perdas no mar eram muito elevadas. Em particular nas aproximações aos portos de Lisboa e Porto, os mais frequentados pela navegação comercial, os naufrágios nas barras do Tejo e Douro eram frequentes.
Foi nesse contexto que surgiu em 1828, por ordem do rei D. Miguel I, a Real Casa de Asilo dos Náufragos, criada em São João da Foz do Douro, destinada a casa abrigo para salva-vidas. Esta instituição constituiu o primeiro embrião de um serviço de salvamento na costa portuguesa.
As vicissitudes das guerras liberais portuguesas, e a instabilidade política que se lhe seguiu, impediu o desenvolvimento da instalação de faróis na costa portuguesa e nunca permitiu o desenvolvimento de um sistema nacional de socorro a náufragos. Em consequência, a costa portuguesa chegou às últimas décadas do século XIX como costa negra e uma das costas europeias onde a perda de vidas no mar era maior.
Por volta de 1890, na sequência de um conjunto de graves naufrágios, que resultaram na perda de centenas de vidas, gerou-se um movimento de repúdio pela incúria no salvamento marítimo. O movimento foi acarinhado pela rainha, resultando na criação, por Carta de Lei de 21 de abril de 1892, do Real Instituto de Socorros a Náufragos. O Instituto teve como presidente de honra a Rainha D. Amélia, situação que manteve até à implantação da República Portuguesa, a 5 de outubro de 1910.
Na sequência da mudança de regime, o Real Instituto de Socorros a Náufragos passou a designar-se simplesmente Instituto de Socorros a Náufragos (ISN), designação que ainda mantém.
Inicialmente, o ISN era uma organização privada e beneficente, formada por voluntários, embora funcionando sob a égide da Marinha Portuguesa. Esta situação manteve-se até finais da década de 1950 quando, por dificuldades de fundos e de pessoal para as suas embarcações salva-vidas, o ISN gravitou para a esfera estatal. Em consequência, a partir de 1 de janeiro de 1958, o ISN passou a ser um organismo de Estado na dependência direta da Armada.
Inicialmente criado para salvar náufragos e para apoiar as suas famílias e as daqueles que perdiam a vida nas ações de salvamento, o ISN foi alargando o seu âmbito a outras atividades, em particular ao salvamento de banhistas em dificuldades nas praias, atividade que hoje, a par da assistência a desportistas náuticos, constitui a principal atividade da instituição.
Embora em Portugal a prática da natação tenha aparecido tarde, iniciando-se por pequenos torneios de verão nas praias mais frequentadas, logo em 1902 o Ginásio Clube Português fundou uma escola de natação na Trafaria. Em 1906, realizou-se a primeira corrida de natação de que há registo, de meia milha na baía do Alfeite para disputar a Taça D. Carlos.
O primeiro registo de apoio a banhistas aparece no Relatório da Comissão Central do ISN referente ao ano de 1909, onde, para evitar acidentes marítimos, se propõe montar um sistema de vigilância com uma embarcação que percorreria a praia durante banhos. Os primeiros sistemas deste tipo foram montados nas praias da Trafaria e de Albufeira.
Em 1910, foram montados 120 postos de praia que dispunham de duas boias grandes, duas boias pequenas com uma retenida de 25 metros, dois cintos de salvação, uma retenida de 100 metros e um quadro explicativo dos primeiros socorros a prestar aos náufragos. Estes equipamentos, e característico quadro que os acompanhavam, passou a ser um dos aspetos mais típicos dos portos e praias portuguesas.
Os postos de praia ficavam à guarda e ao cuidado do banheiro, que prestava serviço na praia e que tantas vezes foi a pessoa que nos deu o primeiro banho de mar e que nos ensinou a nadar.
A vigilância nas praias a partir de embarcação foi-se estendendo lentamente ao longo das praias, mas não deixa de ser interessante verificar que nos primeiros 30 anos não há registos de acidentes mortais, o que parece indicar que não só a afluência era pequena, como a prática da natação era muito limitada.
Toda esta atividade era apoiada pela autoridade marítima e, a partir da década de 1940, sob a vigilância do cabo de mar.
O primeiro curso de nadadores-salvadores realizou-se em 1956, com uma frequência de 90 alunos.
Refletindo a crescente afluência de banhistas às praias, nos princípios da década de 1970 o apoio às praias teve um marcado incremento. O Ministro da Marinha da altura, o contra-almirante Manuel Pereira Crespo, interessou-se pessoalmente pelo serviço de socorro a náufragos nas praias, despachando, por vezes diretamente, com os chefes da secção do Instituto sem atender à cadeia hierárquica, para que as suas ordens chegassem mais rapidamente.
A partir de 1956, os cursos de nadadores-salvadores não deixaram de crescer, tendo tido um aumento espetacular de frequência no ano de 1992, em que nos primeiros nove meses foram formados 970 nadadores-salvadores, contra 680 em todo o ano anterior. Em 2000, o ISN formou um total de 1453 nadadores-salvadores.
Na vertente da prevenção dos acidentes no mar, outra das atribuições do ISN, fizeram-se numerosas campanhas de divulgação, em especial destinadas aos banhistas, prevenindo-os contra os acidentes no mar.
A 11 de junho de 1966, foi feito Membro-Honorário da Ordem de Benemerência.
Na campanha de 1972, por exemplo, foi preparada cuidadosamente, durante cinco meses, uma ação de sensibilização para utentes das praias por 20 especialistas, entre os quais médicos, psicólogos e técnicos de comunicação que, no terreno, durante o mês de agosto, visitaram 40 praias das mais frequentadas e onde eram maiores os riscos de acidente, tendo sido feitas demonstrações de socorros a náufragos, com simulação de afogamento, operações de salvamento e primeiros socorros.
Em 1995, surgiram novos meios de salvamento, nomeadamente as boias torpedo e as novas pranchas e cintos de salvamento.
Em 1998, na sequência de um protocolo firmado entre o ISN e uma empresa de construção automóvel, foi lançado um projeto de assistência a náufragos em praias não vigiadas, através de várias viaturas todo o terreno equipadas com material de salvamento, primeiros socorros e comunicações. Estas viaturas estão atribuídas operacionalmente a 24 capitanias.
O dispositivo que o Instituto tem atualmente espalhado pela orla costeira é constituído por 65 embarcações salva-vidas, distribuídas por 31 estações salva-vidas e por diversas corporações de bombeiros do litoral, cerca de 140 embarcações salva-vidas de pequeno porte e 24 viaturas porta-cabos.
A 25 de abril de 2017, foi feito Membro-Honorário da Ordem do Infante D. Henrique.